# رالف جاي روبرتس
رالف جاي روبرتس (بالإنجليزية: Ralph J. Roberts) هو شخصية أعمال أمريكي، ولد في 13 مارس 1920 في نيويورك في الولايات المتحدة، وتوفي في 18 يونيو 2015 بسبب مرض.

## وصلات خارجية
- رالف جاي روبرتس على موقع إن إن دي بي (الإنجليزية)